# Maroc aux Jeux olympiques de la jeunesse d'hiver de 2012
La participation du Maroc aux Jeux olympiques de la jeunesse d'hiver de 2012 à Innsbruck en Autriche, du 13 au 22 janvier 2012, constitue la première participation du pays à des Jeux olympiques de la jeunesse d'hiver. La délégation marocaine est représentée par un seul athlète, Adam Lamhamedi en ski alpin, également porte-drapeau du pays lors de la cérémonie d'ouverture de ces Jeux.

## Médailles
| Médailles d'or : 1 |                |                |              |            |
| Discipline         | Épreuve        | Athlète        | Performance  | Date       |
| Ski alpin          | Super-G hommes | Adam Lamhamedi | 1 min 4 s 45 | 14 janvier |

## Cérémonies d'ouverture et de clôture

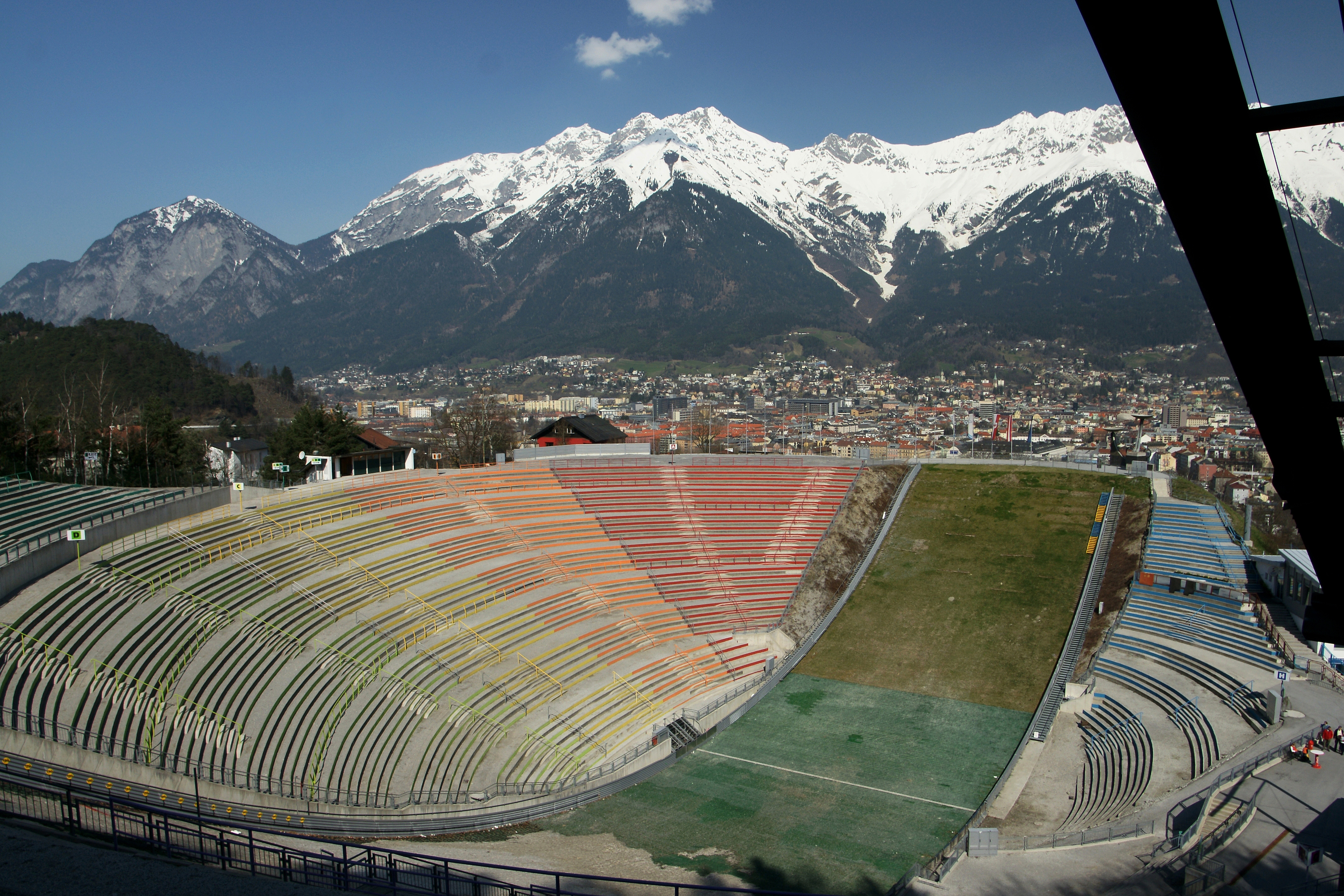
Le Stade de Bergisel avant la cérémonie d'ouverture.

Le Maroc fait partie, avec l'Afrique du Sud, l'Érythrée, des trois pays d'Afrique participant à ces Jeux,. Le Maroc est la 42e des 70 délégations à entrer dans le Stade de Bergisel d'Innsbruck, au cours du défilé des nations durant la cérémonie d'ouverture, après le Luxembourg et avant le Mexique.Le porte-drapeau du pays est le skieur Adam Lamhamedi.

## Ski alpin
Le Maroc aligne son seul représentant lors des épreuves de ski alpin à ces Jeux olympiques. Il s'agit d'Adam Lamhamedi, né le 22 avril 1995 à Charlesbourg et possédant la double nationalité maroco-canadienne. Il fait partie du Skibec alpin. Âgé de 16 ans, il prend part aux Jeux Olympiques de la Jeunesse pour la première fois.

### Résultats

#### Super-G
Adam Lamhamedi est le 13e des 55 concurrentes à s'élancer lors de l'épreuve de super G. Il termine 1er avec un temps de 1 min 4 s 45. Il devance le Suédois Fredrik Bauer qui termine à 12 centièmes de secondes de retard.
| Athlète        | Épreuve | Temps final  | Rang |
| -------------- | ------- | ------------ | ---- |
| Adam Lamhamedi | Super-G | 1 min 4 s 45 | 1    |

#### Slalom géant
Le 19 janvier, Adam Lamhamedi, qui porte le dossard no 14 lors de l'épreuve de slalom géant, fait partie des 15 concurrents qui ne terminent pas la première manche. Cette épreuve est finalement remportée par l'Autrichien Marco Schwarz en 1 min 51 s 70, suivi de l'Italien Hannes Zingerle en 1 min 52 s 10 et du Suisse Sandro Simonet en 1 min 52 s 33.
| Athlète        | Épreuve      | Temps final | Retard sur le 1er | Rang |
| -------------- | ------------ | ----------- | ----------------- | ---- |
| Adam Lamhamedi | Slalom géant | -           | -                 | DNF  |

#### Slalom
| Athlète        | Épreuve | Temps final | Retard sur le 1er | Rang |
| -------------- | ------- | ----------- | ----------------- | ---- |
| Adam Lamhamedi | Slalom  | -           | -                 | DNF  |

#### Combiné
Adam Lamhamedi, qui porte le dossard no 24 lors de l'épreuve du combiné, fait partie des 4 concurrents qui ne terminent pas la première manche.
| Athlète        | Épreuve | Temps final | Retard sur le 1er | Rang |
| -------------- | ------- | ----------- | ----------------- | ---- |
| Adam Lamhamedi | Combiné | -           | -                 | DNF  |

## Aspects extra-sportifs
Les Jeux olympiques la jeunesse d'Innsbruck ne sont diffusés par aucune chaîne de télévision nationale. Les Marocains peuvent suivre les épreuves olympiques en regardant en clair la chaîne française TV8 Mont-Blanc.
À la suite de son exploit, Adam Lamhamedi a été décoré par le roi Mohammed VI, lors de la fête du Trône, du Ouissam de la récompense nationale de l’ordre d’officier.